# Vương quốc Napoli
Vương quốc Napoli (tiếng La Tinh: Regnum Neapolitanum; tiếng Ý: Regno di Napoli; tiếng Napoli: Regno 'e Napule), còn được gọi là Vương quốc Sicily, là một nhà nước cai trị một phần Bán đảo Ý, phía Nam Lãnh địa Giáo hoàng từ năm 1282 đến năm 1816. Nó được thành lập sau Chiến tranh Kinh chiều Sicilia (1282–1302), khi đảo Sicily nổi dậy và bị Vương quyền Aragón chinh phục, trở thành một vương quốc riêng biệt còn được gọi là Vương quốc Sicilia. Điều này khiến phần lãnh thổ đất liền Napoli thuộc quyền sở hữu của Charles I xứ Anjou. Sau đó, hai dòng tộc cạnh tranh của gia tộc Angevin tranh giành Vương quốc Napoli vào cuối thế kỷ XIV, dẫn đến cái chết của Giovanna I bởi Carlo III của Napoli. Con gái của Carlo là Giovanna II, đã nhận Vua Alfonso V của Aragon làm người thừa kế, người sau đó sẽ hợp nhất Napoli vào lãnh thổ Aragon của ông vào năm 1442.
Là một phần của Các cuộc chiến tranh Ý, Pháp gây chiến với Aragon để tranh giành vương quốc vào năm 1502; Chiến tranh kết thúc với chiến thắng của người Aragon, khiến Ferrando II có toàn quyền kiểm soát vương quốc vào năm 1504. Người Tây Ban Nha nắm quyền kiểm soát Napoli trong suốt thế kỷ XVII, nơi đây vẫn là nguồn sức mạnh kinh tế và quân sự quan trọng cho Vương quốc Tây Ban Nha. Sau Chiến tranh Kế vị Tây Ban Nha vào đầu thế kỷ XVIII, quyền sở hữu vương quốc lại được đổi chủ; Hiệp ước Rastatt năm 1714 chứng kiến Napoli được trao cho Karl VI của Habsburgs Áo. Tuy nhiên, Napoli và Sicily đã bị chinh phục bởi Carlos, Công tước xứ Parma (của Vương tộc Bourbons Tây Ban Nha) trong Chiến tranh Kế vị Ba Lan năm 1734, sau đó ông được phong làm Vua của Napoli và Sicily từ năm 1735. Năm 1816, Napoli chính thức thống nhất với đảo Sicily để thành lập Vương quốc Hai Sicilie.
Lãnh thổ của Vương quốc Napoli tương ứng với các vùng Campania, Calabria, Apulia, Basilicata, Abruzzo, Molise hiện tại của Ý và cũng bao gồm một số khu vực ở phía Nam và phía Đông Lazio ngày nay.

## Những vị vua đầu tiên của Vương quốc
Sau cuộc nổi dậy năm 1282, vua Charles I của Sicily (Charles của Anjou) bị buộc phải rời khỏi Sicily bởi Peter III thuộc quân đội Aragon. Tuy nhiên, Charles vẫn duy trì tài sản của mình trên đất liền, thường được gọi là "Vương quốc Naples", sau thành phố thủ đô của nó.
Charles và người kế nhiệm Angevin (vua Anjou) đã duy trì tuyên bố Sicily, chống lại người Aragon cho đến năm 1373, khi Nữ hoàng Joan I của Naples chính thức từ bỏ tuyên bố của Hiệp ước Villeneuve. Triều đại của Joan bị Louis đại đế, vua Angevin của Hungary, đánh chiếm vương quốc nhiều lần (1348-1352).
Nữ hoàng Joan I cũng đóng một phần trong sự sụp đổ cuối cùng của Vương quốc đầu tiên của Naples. Vì cô không có con, cô đã thừa nhận Louis I, Công tước Anjou, làm người thừa kế của cô, bất chấp những lời tuyên bố của người anh họ của cô, hoàng tử của Durazzo, đã thành công trong việc tạo ra một dòng Angevin cạnh tranh với dòng cấp cao. Điều này đã dẫn đến vụ giết người của Joan I dưới tay của Hoàng tử Durazzo năm 1382, và ông chiếm ngôi như Carlo III của Naples.
Hai dòng Angevin cạnh tranh nhau giành quyền chiếm hữu Vương quốc Napoli trong những thập kỷ tiếp theo. Con gái của Carlo III là Joan II (1414-1435) đã nhận Alfonso V của Aragon (người mà bà sau đó đã từ chối) và Louis III của Anjou làm người kế vị luân phiên, cuối cùng quyết định kế nhiệm người anh em của Louis là René của Anjou của dòng họ Angevin, và ông Đã thành công trong năm 1435.
René của Anjou tạm thời kết hợp các tuyên bố của dòng junior và cấp cao Angevin. Tuy nhiên vào năm 1442, Alfonso V chinh phục Vương quốc Naples và thống nhất Sicily và Naples một lần nữa như là sự phụ thuộc của Aragon. Khi ông qua đời vào năm 1458, vương quốc đã bị tách ra và Naples được kế thừa bởi Ferrante, con trai ngoài giá thú của Alfonso.

## Vương quốc Naples dưới thời Aragon
Khi Ferrante qua đời vào năm 1494, Charles VIII của Pháp xâm chiếm nước Ý, sử dụng như là một cái cớ mà Angevin tuyên bố lên ngôi Napoli, mà cha ông đã thừa kế về cái chết của cháu trai của vua René năm 1481. Chiến tranh nước Ý bắt đầu.
Charles VIII trục xuất Alfonso II của Napoli vào năm 1495, nhưng đã sớm bị buộc phải rút lui do sự hỗ trợ của Ferdinand II của Aragon cho anh em họ của mình, con trai của Alfonso II Ferrantino. Ferrantino được khôi phục lại ngôi vua, nhưng qua đời vào năm 1496, và được kế nhiệm bởi chú của ông, Frederick IV. Người kế nhiệm Charles VIII, Louis XII đã nhắc lại lời tuyên bố của Pháp. Năm 1501, ông chiếm đóng Naples và chia vương quốc với Ferdinand của Aragon, người đã bỏ rơi anh em họ của ông vua Frederick. Tuy nhiên, thỏa thuận sớm vượt qua, Aragon và Pháp tiếp tục cuộc chiến tranh giành vương quốc, cuối cùng dẫn đến chiến thắng của Aragon để Ferdinand kiểm soát vương quốc vào năm 1504.
Quân đội Tây Ban Nha chiếm Calabria và Apulia do Gonzalo Fernandez de Cordova dẫn đầu đã không tôn trọng thỏa thuận mới này, và trục xuất tất cả người Pháp khỏi khu vực này. Các hiệp định hòa bình tiếp tục không bao giờ dứt khoát, nhưng ít nhất họ cũng thành lập được danh hiệu vua Naples được dành cho cháu của Ferdinand, tương lai Charles V, Hoàng đế La Mã. Ferdinand vẫn tiếp tục chiếm giữ vương quốc, được coi là người thừa kế hợp pháp của chú Alfonso I của Napoli và cũng là Vương quốc Sicily (Regnum Utriusque Siciliae).
Nước này tiếp tục là trọng tâm của cuộc tranh chấp giữa Pháp và Tây Ban Nha trong vài thập kỷ tới, nhưng những nỗ lực của Pháp để giành quyền kiểm soát nó đã trở thành feebler như những thập niên tiếp tục, và không bao giờ thực sự nguy hiểm cho sự kiểm soát của Tây Ban Nha.
Người Pháp cuối cùng đã từ bỏ các tuyên bố của họ với Naples theo Hiệp ước Cateau-Cambrésis năm 1559.
Trong Hiệp ước London (1557), năm thành phố trên bờ biển Tuscany được chỉ định là Stato dei Presidi (Tiểu bang Presidi) và một phần của Vương quốc Naples.

## Nhà Habsburg của Tây Ban Nha và Vương quốc Bourbon của Naples
Sau chiến tranh Tây Ban Nha vào đầu thế kỷ 18, việc chiếm hữu vương quốc một lần nữa đã thay đổi tay. Theo các điều khoản của Hiệp ước Rastatt năm 1714, Napoli được trao cho Charles VI, Hoàng đế của Đế chế La Mã Thần thánh. Ông cũng giành được quyền kiểm soát của Sicily năm 1720, nhưng sự cai trị của Áo không kéo dài. Cả Napoli và Sicily đều bị quân đội Tây Ban Nha chinh phục vào năm 1734, và Charles, Công tước Parma, con của Philip V của Tây Ban Nha, được bổ nhiệm làm vua Naples và Sicily từ năm 1735. Khi Charles thừa kế Ngai của Tây Ban Nha từ người anh cùng cha khác mẹ của ông vào năm 1759, ông rời Naples và Sicily đến con trai ông, Ferdinand IV. Mặc dù hai Vương quốc đang trong một liên minh cá nhân dưới triều đại Habsburg và Bourbon, nhưng họ vẫn tách biệt.
Là một thành viên của Nhà Bourbon, Ferdinand IV là một đối thủ tự nhiên của Cách mạng Pháp và Napoleon. Năm 1798, ông chiếm đóng một thời gian ngắn ở Rôma, nhưng đã bị trục xuất khỏi lực lượng Cách mạng Pháp trong năm. Ngay sau đó, Ferdinand chạy trốn đến Sicily. Vào tháng 1 năm 1799, quân đội Pháp đã thiết lập một nước Parthenopaean, nhưng điều này đã chứng minh một thời gian ngắn, và cuộc cách mạng nông dân chống lại cuộc cách mạng được truyền cảm hứng từ hàng giáo phẩm đã cho phép Ferdinand trở lại thủ đô của mình. Tuy nhiên, năm 1801, Ferdinand buộc phải nhượng bộ quan trọng cho Pháp bằng Hiệp ước Florence, làm tăng thêm vị trí của Pháp như là cường quốc thống trị ở đất liền Italy.

## Vương quốc Napoli của Napoleon
Quyết định của Ferdinand liên minh với Liên minh thứ ba chống lại Napoléon năm 1805 đã chứng minh là có hại hơn. Năm 1806, sau những chiến thắng quyết định đối với quân đội đồng minh tại Austerlitz và Neapolitans ở Campo Tenese, Napoléon đưa anh trai của ông, Joseph lên làm Vua của Napoli. Khi Joseph bị đưa đi Tây Ban Nha 2 năm sau, anh ta đã bị thay thế bởi em gái của Napoleon, Caroline và anh rể Joachim Murat, làm vua của hai gia đình Sicily.
Trong khi đó, Ferdinand đã trốn sang Sicily, nơi ông giữ lại ngôi của mình, bất chấp những nỗ lực liên tiếp của Murat để xâm chiếm hòn đảo. Người Anh sẽ bảo vệ Sicily trong suốt thời gian còn lại của cuộc chiến tranh, nhưng bất chấp Vương quốc Sicily là một phần của liên minh thứ tư, thứ năm và thứ sáu chống lại Napoléon, ông Ferdinand và người Anh không bao giờ có thể thách thức quyền kiểm soát của Pháp trên đất liền của Ý.
Sau thất bại của Napoléon vào năm 1814, Murat đã đạt được thỏa thuận với Áo và được phép giữ lại ngôi vua Naples, bất chấp những nỗ lực vận động hành lang của Ferdinand và những người ủng hộ ông. Tuy nhiên, với hầu hết các quyền hạn khác, đặc biệt là Anh Quốc, thù địch đối với anh ta và phụ thuộc vào sự hỗ trợ không chắc chắn của Áo, vị trí của Murat ngày càng ít an toàn. Do đó, khi Napoleon trở lại Pháp trong Trăm Ngày năm 1815, Murat một lần nữa lại đứng về phía ông ta. Nhận ra rằng người Áo sẽ sớm tìm cách lôi kéo anh ta, Murat đã tuyên bố Rimini với hy vọng cứu vương quốc của mình bằng cách liên minh với những người theo chủ nghĩa dân tộc Ý.
Cuộc chiến Neapolitan tiếp theo giữa Murat và người Áo rất ngắn ngủi, kết thúc với một chiến thắng quyết liệt cho lực lượng Áo tại Trận Tolentino. Murat buộc phải trốn chạy, và Ferdinand IV của Sicily được khôi phục lại ngôi vua của Naples. Murat sẽ cố lấy lại ngôi của mình nhưng nhanh chóng bị bắt và bị hành quyết bởi đội hình sa thải ở Pizzo, Calabria. Năm sau, năm 1816, cuối cùng đã chứng kiến sự kết hợp chính thức của Vương quốc Naples với Vương quốc Sicily vào Vương quốc mới của hai Sicily.

## Các lá cờ của vương quốc Napoli

1282-1442
Cờ vương quốc thời vua Angevin

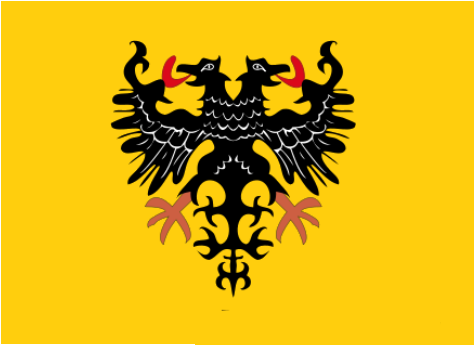
1714-1738 Cờ thay đổi sau khi Charles VI lên ngôi

## Quân chủ của vương quốc Napoli
1. Carlo I của Anjou: 1282 - 1285
2. Carlo II: 1285 - 1309
3. Roberto I: 1309 - 1343
4. Nữ hoàng Giovanna I: 1343 - 1382
5. Carlo III: 1382 - 1386
6. Ladislao I: 1386 - 1390
7. Luigi II: 1390 - 1399
8. Ladislao I: 1399 - 1414 (lần 2)
9. Nữ hoàng Giovanna II: 1414 - 1435
10. Renato I của Valois-Anjou: 1435 - 1442
11. Alfonso I của Trastámara: 1442 - 1458
12. Ferdinando I: 1458 - 1494
13. Alfonso II: 1494 - 1495
14. Ferdinando II: 1495 - 1496
15. Federico I: 1496 - 1501
16. Luigi III của Pháp: 1501 - 1504
17. Ferdinando III của Trastámara: 1504 - 1516
18. Nữ hoàng Giovanna III của Trastámara: 1516
19. Carlo IV của Habsburg: 1516 - 1554
20. Philippe I: 1556 - 1598
21. Philippe II: 1598 - 1631
22. Philippe III: 1621 - 1647
23. Enrico di Guisa (cộng hòa): 1647 - 1648
24. Felip III: 1648 - 1665
25. Carlo V: 1665 - 1700
26. Philippe IV: 1700 - 1724
27. Luigi IV: 1724
28. Philippe IV: 1724 - 1734
29. Carlo VI: 1734 - 1759
30. Ferdinando IV của Habsburg: 1759 - 1799

Trực thuộc Cộng hòa Pháp của Napoleon Bonaparte:
1. Jean Étienne Championnet: 21/1 - 24/2/1799
2. Jacques MacDonald: 24/2 - 23/6/1799

Phục hồi quân chủ Napoli:
1. Ferdinando IV của Habsburg: 1799 - 1806
2. Giuseppe I: 1806 - 1808
3. Gioacchino Murat: 1808 - 1815
4. Ferdinando IV (trở lại ngội vua): 1815 - 1816